# Айла: Дъщерята на войната
Айла: Дъщерята на войната е турски драматичен филм от 2017 г., режисиран от Джан Улкай. Той бива избран за турски кандидат за най-добър филм на чужд език на 90-те награди на Академията, но не е номиниран.

## Сюжет
Турция изпраща бригада в Корея в резултат на призива за помощ, отправен от ООН, когато Северна Корея атакува Южна Корея през 1950 г. Един от войниците в тази бригада, сержант Сюлейман открива малко момиченце, чийто майка и баща биват убити на бойното поле.
Младото момиче, почти замръзнало до смърт, е спасено от Сюлейман, който ѝ дава прякора Айла, защото я е намерил на лунната светлина. Двамата формират приятелство, въпреки езиковата бариера помежду им, но се разделят, когато Сюлейман трябва да се върне у дома.

## В ролите
- Четин Текиндор като Сюлейман (стар)
- Исмаил Хачиоглу като Сюлейман (млад)
- Ли Кюнг Джин като Айла (възрастна)
- Ким Сеол като Айла (дете)
- Али Атай като Али
- Дамла Сонмез като Нуран
- Мурат Йълдърим като лейтенант Месут
- Клаудия ван Етен в като Мерилин Монро

## Продукция
Заснемането на филма, адаптация от истинска история по време на Корейската война, започва през 2016 г.
Айла е базирана на истинската история на Ким Юн-джа и Сюлейман Дилбирличи, чието събиране в реалния живот бива показано в документалния филм на Munhwa Broadcasting Corporation 2010
Филмът е спонсориран от Turkish Airlines с подкрепата на Министерството на културата и туризма на Турция. По-голямата част от снимките са проведени в Турция. Заснемането в Турция приключва през юни 2017 г. Първата прожекция на филма „Айла“ се провежда на 11 септември 2017 г. в рамките на Международния филмов фестивал в Торонто. Филмът е излъчен на 27 октомври 2017 г. в Турция и 21 юни 2018 г. в Южна Корея.